# Lilydale (Minnesota)
Lilydale – miasto w Stanach Zjednoczonych, w stanie Minnesota, w hrabstwie Dakota.